# Inches from the Mainline
Inches from the Mainline es el álbum debut de la banda estadounidense Slaves on Dope, lanzado el 3 de octubre de 2000.
El álbum fue lanzado por Divine Recordings, con una importante distribución en el sello Priority Records de EMI. El álbum llegó a vender aproximadamente 70.000 copias en los Estados Unidos.

## Listado de pistas
1. "Brotherly Love" – 0:05
2. "Pushing Me" – 3:21
3. "I Can't Die" – 3:40
4. "Fallout" – 3:46
5. "Thanks for Nothing" – 3:55
6. "Inches from the Mainline" – 4:08
7. "No More Faith" – 3:07
8. "Stick It Up" – 3:17
9. "Why" – 3:12
10. "Bitch Slap" – 4:30
11. "Kafka Bug" – 3:55
12. "Leader of Losers" – 4:45

## Personal
Banda:
- Bajo - Frank Salvaggio
- Batería - Rob Urbani
- Guitarra - Kevin Jardine
- Vocalista - Jason Rockman

Producción:
- Ingeniero - German Villacorta
- Masterizado por - Stephen Marcussen
- Fotografía de - Steven Stickler
- Productor, Grabación, Mezcla - Thom Panunzio
- Escrito por - Frank Salvaggio, Jason Rockman, Kevin Jardine, Rob Urbani

- Datos: Q6014466